# Pièce féerique
Une pièce féerique (ou non orthodoxe) est une pièce qui n'existe pas dans le jeu d'échecs traditionnel, mais qui est utilisée dans certaines variantes du jeu d'échecs ou dans des problèmes d'échecs féeriques.

## Pièces féeriques et promotion
Dans un problème d'échecs féerique, lorsqu'une pièce féerique est présente dans la position initiale du problème, les pions peuvent se promouvoir en cette pièce. Dans les variantes d’échecs avec des pièces féeriques, toute pièce féerique ayant débuté la partie pourra être utilisée pour la promotion d’un pion, sauf autrement précisé. Dans la variante échecs mousquetaire, le choix parmi 10 pièces féeriques (non orthodoxes) sont possibles. Au début du jeu, une combinaison de deux pièces non orthodoxes est choisie (une par le camp blanc et une par le camp noir). Il est ainsi possible d’avoir 45 combinaisons différentes.
Lorsqu’un pion arrive à la case de promotion, toute pièce non orthodoxe ayant débuté la partie fait partie des choix possibles pour la promotion. Certaines des pièces non orthodoxes peuvent avoir des caractéristiques particulières comme la possibilité de faire échec et mat sans l’aide du Roi[pas clair], ce qui leur permet lors d’une promotion d'être plus intéressantes qu’une dame.

## Représentation des pièces féeriques
Il est nécessaire d'utiliser des conventions pour différencier les pièces féeriques des pièces orthodoxes, mais vu le très grand nombre de pièces féeriques existantes, il n'est pas possible de trouver une représentation pour chaque pièce féerique.
ATTENTION : les représentations précédentes sont des exemples et ne sont pas obligatoires (elles peuvent différer selon les sources). Il est de toute façon conseillé de préciser explicitement la nature de la pièce et ses coordonnées si une pièce féerique se trouve sur l'échiquier, qu'elle soit représentée de façon orthodoxe ou hétérodoxe.

## Les pièces féeriques les plus connues et les plus utilisées dans les problèmes féeriques
- Le Noctambule (ou Cavalier de la Nuit), qui peut effectuer plusieurs bonds de cavalier successifs en ligne droite, à condition que les cases intermédiaires soient libres. Ainsi, un noctambule en a1 peut se rendre en b3, c5, d7 ; c2, e3 ou encore g4 ; mais pas effectuer b3 puis c1/d2/d4. Si la case b3 est occupée, le noctambule ne peut pas atteindre c5 ou d7.
- La Sauterelle, qui se déplace selon les lignes de la dame, mais uniquement en sautant par-dessus une autre pièce. La sauterelle s'arrête sur la case immédiatement adjacente (où elle peut éventuellement prendre une pièce adverse). Ainsi, si nous avons une sauterelle en a1 et un pion ou une pièce quelconque en a5, la sauterelle peut jouer en a6, par-dessus le sautoir a5.
- La Princesse et l'Impératrice, qui combinent les mouvements d'un cavalier et d'un fou pour la première et ceux d'un cavalier et d'une tour pour la seconde. Ces pièces sont très répandues dans les variantes du jeu d’échecs avec pièces non orthodoxes sous différents noms (échecs Capablanca, Grand Chess de Freeling, échecs Seirawan[2], nombreuses variantes diverses[1],[3]).

## Quelques autres pièces remarquables
- L'Amazone, qui combine les mouvements de la dame et du cavalier. Cette pièce est utilisée dans plusieurs variantes d’échecs (maharaja et les sépoys, échecs Amazone[4], échecs mousquetaire[1], etc.).
- L'Éléphant ou Amazone de la nuit, une pièce encore plus puissante que l'Amazone : il combine les pouvoirs de la dame et du Cavalier de la nuit. Le nom de l'éléphant est cependant utilisé pour d'autres pièces féériques du jeu d'échecs, telles que notamment l'Alfil, ou bien pour nommer le Fou ou la Tour dans d'autres langues, comme en espagnol ou en turc pour le Fou ou bien en indien pour la Tour.
- Le Ferz (ou Conseiller) : il se déplace d'une seule case en diagonale. À noter qu'il exista autrefois dans le jeu d'échecs traditionnel avant d'être remplacé par la Dame.
- Le Wazir (ou Vizir) : il se déplace d'une seule case en ligne droite.
- La Pyramide : elle ne peut pas être prise, et ne peut pas bouger non plus. Son intérêt est donc de bloquer une case.
- Le Diplomate a les mêmes caractéristiques que la pyramide, à ceci près qu'il empêche les pièces amies se trouvant sur une case adjacente d'être prises.
- Le Zéro, qui est un sauteur (0,0) : il saute en l'air et retombe sur sa case permettant de passer son tour. Il peut être pris.
- La Rose : elle se déplace sur n'importe quelle case d'un octogone dont le pas est celui d'un cavalier.
- Le Cavalier imitateur : il possède les possibilités de mouvements de toutes les pièces dans son champ[pas clair], blanches ou noires, en plus de son pas de cavalier ((2,1) ou (1,2) donc, sachant que les deux écritures désignent la même chose).
- L'Ami, pièce immobile qui, si elle passe sous le contrôle[pas clair] d'une pièce de son camp, acquiert ses pouvoirs. Un ami peut donner ses pouvoirs à un autre ami de son camp.
- L'Imitator : il n'est ni blanc ni noir, et il effectue le même mouvement que la dernière pièce qui vient de jouer, qu'elle soit blanche ou noire. Sa présence rend donc certains coups illégaux, sachant entre autres qu'il ne peut pas prendre. Et il ne peut pas non plus être pris.[pas clair]
- Le Joker : il prend la marche de la dernière pièce ayant joué.
- L'Alfil (en) (ou Éléphant) : il se déplace en diagonale de deux cases et uniquement de deux cases, en pouvant sauter par-dessus les autres pièces. À l'instar du Ferz, il était utilisé dans les échecs traditionnels avant d'être remplacé par le Fou.
- Le Dabbaba (ou Machine de guerre) : il se déplace comme l'Alfil mais en ligne droite plutôt qu'en diagonale.
- Le Chat (ou Araignée) : synthèse du Dabbaba et de l'Alfil, il s'agit d'un sauteur (comme le cavalier et les deux pièces précitées), il se déplace en faisant deux pas en diagonale (alfil) ou en ligne droite (dabbaba), en sautant donc par-dessus la pièce qui se trouverait éventuellement sur son chemin. Ainsi, un Chat en e5 pourrait se déplacer sur n'importe laquelle des 8 cases suivantes : c3, c5, c7, e3, e7, g3, g5, g7.
- Le Dragon : il cumule les pouvoirs du cavalier et du pion, mais sans possibilité de promotion ; et sauf sur les première et huitième rangées, où seul son pouvoir de cavalier subsiste.
- L'Orphelin : ses possibilités de mouvement et d'attaque sont déterminés par les pièces ennemies qui l'attaquent, qui lui transmettent les leurs, et qu'il perd en sortant de leur champ[pas clair]. Le Médium est une variante de cette pièce, la différence étant qu'il ne peut pas prendre les pouvoirs d'un roi (et sachant que l'orphelin n'est pas un deuxième roi quand il se trouve à proximité du roi adverse : il n'est donc pas échec, c'est lui qui met le roi adverse en échec).
- Le Chameau ou Cavalier long (en) : il se déplace comme un cavalier mais avec une case supplémentaire en longueur. Il saute donc de trois cases horizontalement et d'une case verticalement ou de trois cases verticalement et d'une case horizontalement. Il ne peut atteindre que des cases de la même couleur que celle où il se trouve[5]. Il est utilisé dans différentes variantes du jeu d'échecs, modernes[6] ou anciennes comme les échecs de Tamerlan (en), qui datent du XIVe siècle[7].
- La Girafe : elle se déplace comme un chameau mais avec une case supplémentaire en longueur. Elle saute donc de quatre cases horizontalement et d'une case verticalement ou de quatre cases verticalement et d'une case horizontalement.
- Le Zèbre : il se déplace comme un cavalier mais en sautant de trois cases horizontalement et de deux cases verticalement ou de trois cases verticalement et de deux cases horizontalement.
- Le Champion : Synthèse du Chat et du Wazir. Provient des Échecs Omega (en).
- Le Sorcier : Synthèse du Chameau et du Ferz. À l'instar du champion, provient des Échecs Omega (en).

## Pièces de la famille du pion
- Le méta-pion (ou pion Bérolina) : le pion avance en diagonale et prend en avant.
- Le pion complet, aussi appelé le sergent, qui est l'association d'un pion Bérolina et d'un pion normal.
- Le super pion, pour lequel marche et capture sont respectivement étendues à toute la colonne et toute la diagonale (vers l'avant, s'entend). Le superpion Bérolina, voire le superpion complet, sont possibles.
- Les pions de la Nouvelle Génération (en Anglais NextGen Pawns) : il s’agit d’un ensemble de pions, ayant deux particularités : ils se déplacent comme un pion, et sont classés par ordre hiérarchique en grade militaire, avec à chaque nouveau grade une nouvelle règle en faisant des « super pions » de plus en plus puissants. Chacune de ces pièces possèdent un design reconnaissable et unique.

## Pièces de la famille du roi
- Le Sage (aussi appelé Mann, Homme, Centurion ou bien encore Prince dans Tempête sur l'échiquier) : Il se déplace exactement comme un roi, mais il ne peut pas être mis en échec, il peut ainsi être pris comme une pièce normale.
- Le Palanquin : Un roi amélioré, qui peut se déplacer de 3 cases en ligne droite s'il ne s'est pas déplacé dans une autre direction pendant le tour précédent, mais qui ne peut effectuer de mouvements de ce genre s'il est en échec, à moins d'avoir un Diplomate posté sur une des cases adjacentes à celle de la pièce menaçante (ce mouvement est donc impossible si l'échec est provoqué par au moins une pièce non-adjacente à un Diplomate).
- L'Anti-Roi : il a tout d'un roi normal, à l'exception qu'il ne peut pas être fait échec et mat ou être pris. Il doit toujours être en échec, et quand il n'y est plus, son camp doit l'y mettre. Autrement il est anti-mat, condition de perte d'une partie. L'anti-pat et le roque fonctionnent selon la même logique.
- Le Roi voltigeur : il se comporte comme un roi normal, sauf quand il est en échec : dans ce cas, il cumule ses pouvoirs de roi avec ceux d'un Cavalier de la Nuit.
- Le Roi magique : une pièce adjacente à un roi magique change de couleur, quelle que soit la couleur des deux protagonistes, sauf si ladite pièce est contrôlée par deux rois magiques, auquel cas rien ne se passe.
- Le Roi réflecteur : c'est un roi normal, sauf quand il est mis en échec : il se déplace alors, pour le coup suivant uniquement, comme la pièce qui lui donne échec.
- Le Roi transmuté : le roi transmuté ne se déplace que lorsqu'il est en échec, et selon le même mouvement que celui effectué par la pièce qui l'a mise en échec. Un roi transmuté attaqué par deux pièces peut se déplacer comme l'une ou comme l'autre, au choix.